# 东邪西毒
《东邪西毒》是1994年上映的香港武侠电影，由王家卫執導，張國榮、梁家輝、林青霞、梁朝偉、劉嘉玲、楊采妮、張學友主演，張曼玉特別演出。本片榮獲第51屆威尼斯影展、第31屆金馬獎、第14屆香港電影金像獎等本土及海外大型電影頒獎典禮多項獎項。在2005年，獲香港電影金像獎協會票選為「最佳華語片一百部」之一。
2008年，王家衛花了四年時間重新剪輯的《東邪西毒：終極版》在坎城影展首映，隨後在世界各地巡迴上映。

## 片名渊源
影片的中文名字、角色的设定来自金庸的《射雕英雄传》，但主要故事情节和金庸原著没有关系。

## 故事大綱
歐陽鋒（張國榮）
在兄長成婚的那天離开家乡白驼山，因為嫂子（張曼玉）是他最愛的女人。
他隱居在沙漠小鎮，經營著一家旅店，結識往來的過客，也做殺手掮客的生意。
他是黃藥師的朋友。
於某日喝下黃藥師留下的半壇醉生夢死後的隔年，重返白駝山，號稱西毒。
風流劍客黃藥師（梁家輝）
他是歐陽鋒的朋友。
曾在酒酣耳熟之際，對慕容燕說「要是你有妹妹，我一定會取她為妻」，但在約定見面之日，黃藥師失約了。
每年都要来沙漠與歐陽鋒畅饮，然后他都還會再去見一個人，并去白驼山见歐陽鋒的嫂子（張曼玉）。今年，他带来了一坛酒，名叫醉生梦死，据说可以让人忘记一切。
在歐陽鋒的旅店喝下醉生夢死後，開始忘卻一切。離開旅店後，遇到舊識盲武士，卻已記不得人。
後來，他成為桃花島主，號稱東邪。
歐陽鋒的嫂子（張曼玉），她是歐陽鋒最愛的女人，也是黃藥師喜歡的女人。
隱居在白駝山，她在臨死之前的冬天，託黃藥師將名為醉生夢死的酒，交給歐陽鋒喝。
慕容燕（林青霞）
出重金請歐陽鋒殺黃藥師，因為黃藥師欺騙了他的妹妹慕容嫣。而慕容嫣（林青霞）要歐陽鋒殺慕容燕，因为她哥哥不让她和黄药师在一起。但實際上，慕容燕和慕容嫣是一个人，因為黃藥師骗了她，愛著一個叫桃花（劉嘉玲）的女人，所以她陷入了自己角色幻覺的漩渦裡。
后来，她成为獨孤求败。
盲武士（梁朝偉）
桃花的丈夫，原来和黄药师是好友，后来因为桃花，和黄药师决裂。
他浪跡天涯，一心想在失明前回家乡看桃花。為湊足盤纏在歐陽鋒的引介下，成为替錢賣命的杀手，獨戰數百名馬賊，求仁得仁，不敌身亡。
村姑（楊采妮）
想聘殺手為弟弟報仇，求人的代價是全部的家當，一隻驢和一籃雞蛋，雖一再遭到歐陽鋒的拒絕，却一直不肯离开。
洪七（張學友）
是一名赤脚刀客。欧阳鋒牵线，让他去杀马贼。他消灭了马贼，然后答應了村姑的要求，隻身殺掉了太尉府的刀客，報酬只是一顆雞蛋，卻被砍斷了一根手指。他带着自己的老婆离开客栈，后来成为“北丐洪七公”。

## 演員
| 演員                      | 角色                                 |
| 張國榮                    | 歐陽鋒／西毒                         |
| 梁家輝                    | 黃藥師／東邪                         |
| 林青霞 (粵語配音: 黃鳳英) | 慕容嫣／慕容燕／獨孤求敗             |
| 梁朝偉                    | 盲武士，桃花的丈夫                   |
| 劉嘉玲                    | 桃花，盲武士的妻子                   |
| 楊采妮                    | 村姑                                 |
| 張學友                    | 洪七公／北丐                         |
| 張曼玉                    | 歐陽鋒的嫂子                         |
| 白丽                      | 洪七公的妻子                         |
| 王祖贤                    | 在结尾与黄药师交手，在终极版中被删去 |
| 劉洵（客串）              | 片頭之後與歐陽鋒交手的對手之一       |
| 邹兆龙                    | 快刀客 (无正面镜头)                  |

## 配樂
電影配樂由陳勳奇及Roel A. García作曲，由滾石唱片在香港及台灣於1994年發行。終極版中，加配了馬友友的大提琴獨奏。
| 曲目 | 曲目                 | 曲目 |
| 曲序 | 曲目                 | 时长 |
| ---- | -------------------- | ---- |
| 1.   | 序幕: 天地孤影任我行 | 2:50 |
| 2.   | 殺手生涯             | 3:55 |
| 3.   | 情慾流轉             | 2:45 |
| 4.   | 又愛又恨             | 4:15 |
| 5.   | 幻影交疊             | 3:25 |
| 6.   | 昔情難追             | 4:06 |
| 7.   | 馬賊來襲             | 3:17 |
| 8.   | 痴痴期盼             | 5:00 |
| 9.   | 糾結難解             | 5:18 |
| 10.  | 決鬥                 | 3:35 |
| 11.  | 塵歸塵 土歸土        | 5:58 |
| 12.  | 摯愛                 | 3:11 |
| 13.  | 追憶                 | 3:58 |
| 14.  | 真相                 | 3:03 |
| 15.  | 終曲: 世事蒼茫成雲煙 | 2:52 |

| 終極版 曲目 | 終極版 曲目                              | 終極版 曲目 |
| 曲序        | 曲目                                     | 时长        |
| ----------- | ---------------------------------------- | ----------- |
| 1.          | 東邪西毒 (cello solo by Yo-Yo Ma)        | 3:18        |
| 2.          | 土黃用事 吳彤版                          | 3:15        |
| 3.          | 醉生夢死 (cello solo by Yo-Yo Ma)        | 4:04        |
| 4.          | 夢 (cello solo by Yo-Yo Ma)              | 1:01        |
| 5.          | 桃花                                     | 1:41        |
| 6.          | 旗未動                                   | 1:01        |
| 7.          | 破日                                     | 2:31        |
| 8.          | 殺陣之一                                 | 1:10        |
| 9.          | 殺陣之二                                 | 2:52        |
| 10.         | 驚螫 (cello solo by Yo-Yo Ma)            | 2:28        |
| 11.         | 痴                                       | 3:25        |
| 12.         | 糾結                                     | 3:04        |
| 13.         | 危日                                     | 3:00        |
| 14.         | 殺手生涯 吳彤版 (cello solo by Yo-Yo Ma) | 3:53        |
| 15.         | 孤星入命 (cello solo by Yo-Yo Ma)        | 2:51        |
| 16.         | 旗未動 長版 (cello solo by Yo-Yo Ma)     | 3:45        |

## 獎項
| 年份 | 頒獎典禮                  | 獎項                 | 名單                  | 結果 |
| ---- | ------------------------- | -------------------- | --------------------- | ---- |
| 1994 | 第51屆威尼斯影展          | 奧撒拉金獎——最佳攝影 | 杜可風                | 獲獎 |
| 1994 | 第51屆威尼斯影展          | 最佳男主角           | 張國榮                | 提名 |
| 1994 | 第31屆金馬獎              | 最佳改編劇本         | 王家衛                | 提名 |
| 1994 | 第31屆金馬獎              | 最佳攝影             | 杜可風                | 獲獎 |
| 1994 | 第31屆金馬獎              | 最佳剪輯             | 奚傑偉、譚家明        | 獲獎 |
| 1994 | 第31屆金馬獎              | 最佳美術設計         | 張叔平                | 提名 |
| 1994 | 第31屆金馬獎              | 最佳造型設計         | 張叔平                | 提名 |
| 1995 | 第1屆香港電影評論學會大獎 | 最佳電影             | 東邪西毒              | 獲獎 |
| 1995 | 第1屆香港電影評論學會大獎 | 最佳導演             | 王家衛                | 獲獎 |
| 1995 | 第1屆香港電影評論學會大獎 | 最佳編劇             | 王家衛                | 獲獎 |
| 1995 | 第1屆香港電影評論學會大獎 | 最佳男演員           | 張國榮                | 獲獎 |
| 1995 | 第14屆香港電影金像獎      | 最佳電影             |                       | 提名 |
| 1995 | 第14屆香港電影金像獎      | 最佳導演             | 王家衛                | 提名 |
| 1995 | 第14屆香港電影金像獎      | 最佳編劇             | 王家衛                | 提名 |
| 1995 | 第14屆香港電影金像獎      | 最佳攝影             | 杜可風                | 獲獎 |
| 1995 | 第14屆香港電影金像獎      | 最佳動作設計         | 洪金寶                | 提名 |
| 1995 | 第14屆香港電影金像獎      | 最佳剪接             | 譚家明、奚傑偉        | 提名 |
| 1995 | 第14屆香港電影金像獎      | 最佳美術指導         | 張叔平                | 獲獎 |
| 1995 | 第14屆香港電影金像獎      | 最佳服裝造型設計     | 張叔平                | 獲獎 |
| 1995 | 第14屆香港電影金像獎      | 最佳電影配樂         | 陳勳奇、Roel A.Garcia | 提名 |
| 1996 | 第18屆南特影展            | 金熱氣球獎           |                       | 提名 |

## 演员变更
《东邪西毒》开拍之时是如此安排众星角色的：叶玉卿饰演杭州名妓、王祖贤饰演天鹰女、锺镇涛饰演王重阳、刘嘉玲反串周伯通、林青霞饰演金国三公主、张学友饰演北丐、梁朝伟饰演西毒、梁家辉饰演南帝、张国荣饰演东邪。戏开拍一个多月后，王家卫进度缓慢，只好让刘镇伟拍贺岁片《东成西就》来补救，該電影保持了大部分原本构思。
《东成西就》的拍摄给了王家卫时间重新考虑。他觉得张国荣在《阿飞正传》中已经非常潇洒倜傥，再演“东邪”只能是个延续，而“西毒”的性格“自卑，不想受到伤害”，于是让张国荣换演这一角色。在旧版的片头片尾，“西毒”没有胡子、白净飘逸的戏份来自于张国荣之前为“东邪”拍摄的镜头。
王祖贤在《东邪西毒》原版中只有的一个侧脸，在台湾放映的版本中于片尾出场8秒，不过在《东成西就》中出场很多。王家卫原本打算把《东邪西毒》中王祖贤的戏份全部删掉，但当初卖片花筹资金时，已经把王祖贤的名字署上去，如果最终没有王祖贤，则不好向片商交代，所以最终保留王祖贤半边脸。到了终极版，王家卫连这半边脸也删去，王祖贤真的就在《东邪西毒》消失了。
杨采妮一开始并没有出现在《东邪西毒》剧组，后来王祖贤合约到期，只好找杨采妮顶上。张叔平表示，剧情需要一个长得像张曼玉的女人，刚好杨采妮有几分像，所以就邀请她加盟。那段剧情是“西毒”遇见孤女却不帮对方报仇，之所以这样做是因为“西毒”觉得孤女有他大嫂的影子，不帮她，孤女就会留在他身边。
在沙漠中与梁朝伟饰演的“盲剑客”对决的“快刀客”在片中没有正面镜头。饰演“快刀客”的是邹兆龙，当时名为倪星。《东邪西毒》动作指导是洪金宝的洪家班，而邹兆龙当时正是洪家班主力猛将。
根據王家衛2008年重新剪輯以及整理《東邪西毒終極版》時所述，當時的海報人物次序都很難進行排位，將哪一位放在後面都覺得不妥，只好根據自左看起，自右看起以及自中間看起等數種方法進行設計。
由於拍攝本片時超支與超出預定製作時間，在出資人壓力下，劉鎮偉導演以原班人馬拍成《射鵰英雄傳之東成西就》，王家衛則出任該片的監製。

## 終極版
在舊版《東邪西毒》公映時，張國榮曾向王家衛表達希望該片衝出亞洲，走向歐美、甚至進軍康城影展的願望。15年後，王家衛花了4年時間重新修復剪輯的《東邪西毒：終極版》在康城影展首映，隨後在世界各地巡回上映。

### 与舊版差別
終極版与原版的差別主要表現在影像和聲音的質感上，篇幅方面的修改不多。當年因出品人和發行商的意思，在片首和片尾加入的打鬥場面，非王家衛原意，在終極版中都被删去。另因原版底片遭水淹而損坏，終極版只能採用正片翻印加數碼修復的方法完成。所以新版和舊版相比，畫面色彩顯得更加飽和濃艷。這一變化得到了絕大多數影迷的認可，但也有部分人認為畫面色調過於濃烈，与影片題材不符，反而更懷念原版的風格。對電影的國語配音也有不少人表示失望，認為新配音失去了原版中的腔调，過於字正腔圆，不如原版配音有韵味。
新舊版的具體差別：
- 终极版为93分钟，比其他版本都要短；
- 整部电影都进行了数位修复，从画面上来看色彩更加鲜艳；
- 影片一开始的图像略微有些不同，王家卫在一场风暴中加入了一个巨大的日蝕影像；
- 王家卫将两个战斗场景完全移除，所以我们已经无法在影片中看到马贼登场的那一幕了；
- 开篇标题和结尾标题是不一样的；
- 影片的配乐也进行了修改，王家卫将三段场景中梦幻般的音乐移除了；
- 有两到三个场景的编辑发生了改变：比如说张曼玉所饰演的恋人，对她新婚之夜的闪回变长了；
- 当年著名的湖中练剑场景中，林青霞饰演的独孤求败并没有怒号；
- 在黄药师和慕容燕的场景中吊在墙上的死猫被移除了；
- 在与马贼一战中，跳上房顶的镜头也不见了；
- 同样是在与马贼一战中，不论是声音还是画面的颜色都有略微的不同；
- 夕阳武士喉间飞溅的鲜血抑或叹息变得更加精细，可能是经过了数字处理；
- 虚弱的洪七受他妻子照顾的场景通篇只有两个，但王家卫就删掉了一个；
- 加入了两个桃花的镜头；
- 最终场景的编排也发生了一些变化，仅剩下了长髮的欧阳锋独自一人；
- 王家卫在背景中加入了四季的场景；
- 影片中对白与原版相比有一些不同。

## 票房
《東邪西毒：終極版》2009年累計票房2600萬人民幣，在香港的票房為130萬港幣。

## 軼事
- 1993年7月27日，在陕西省榆林市拍摄的《东邪西毒》剧组部分工作人员因嫖娼被公安抓获，此事被榆林市地方志《榆林市志》记载。事件曝光后，一度引起《榆林市志》价格飙升。[19]

- 由于王家卫“先拍后剪辑”的制作方式，最终王祖贤只在片尾有少量镜头，而在《東邪西毒：終極版》中更被全部删去。

## 外部連結
| - 香港影庫上《东邪西毒》的資料（繁體中文） - 開眼電影網上《东邪西毒》的資料（繁體中文） - 豆瓣电影上《东邪西毒》的資料 （简体中文） - 时光网上《东邪西毒》的資料（简体中文） - AllMovie上《东邪西毒》的资料（英文） - 爛番茄上《东邪西毒》的資料（英文） - 互联网电影数据库（IMDb）上《东邪西毒》的资料（英文） | - 豆瓣电影上《東邪西毒：終極版》的資料 （简体中文） - 时光网上《東邪西毒：終極版》的資料（简体中文） - AllMovie上《東邪西毒：終極版》的资料（英文） - 爛番茄上《東邪西毒：終極版》的資料（英文） - 互联网电影数据库（IMDb）上《東邪西毒：終極版》的资料（英文） |